# Csanády László
Csanády László Sámuel
(Székesfehérvár, 1981. január 6. – ) tanár, kultúratörténész, várospolitikus, doktorandusz. 2010 óta Székesfehérvár polgármesteri kabinetjét vezette, 2018. ősze óta polgármesteri főtanácsadó, a Prosperis Alba Kutatóközpont Nonprofit Kft. ügyvezetője.

## Élete
Tanulmányait a Ciszterci Szent István Gimnáziumot követően a Sapientia Szerzetesi Hittudományi Főiskolán folytatta, tanári képesítést szerezve. 2020-ban kultúratörténész MA diplomát szerzett. 2010 óta  Székesfehérvár Megyei Jogú Város Polgármesteri kabinetét vezette, ezzel párhuzamosan 2018-tól a Prosperis Alba Kutatóközpont vezetője, majd 2019 októberében polgármesteri főtanácsadóvá nevezte ki Dr. Cser-Palkovics András polgármester. 2022-ben felvételt nyert az Országos Rabbiképző — Zsidó Egyetem Doktori Iskolájába. 2023. őszétől óraadó egyetemi oktató a Szegedi Tudományegyetem Bölcsészet- és Társadalomtudományi Karának Vallástudományi Tanszékén. 2023. július 1-től az Országos – Rabbiképző Zsidó Egyetem Vallástudományi Doktori Iskolájának Hallgatói Önkormányzatának elnöke.

## Tevékenysége
Az Országos Rabbiképző – Zsidó Egyetem kultúratörténet mesterszakos hallgatójaként, kutatási területe az andalúz zsidó irodalom recepciója a magyar neológ tudománytörténetben, különös tekintettel Dr. Steinherz Jakab székesfehérvári neológ főrabbi munkásságára.  Ennek egyik állomása a Pesti Bölcsész Akadémián tartott előadása, Az andalúz zsidó irodalom magyar vonatkozásai címmel.
 A Prosperis Alba Kutatóközpont vezetőjeként koordinálja Székesfehérváron a város működésének optimalizálásának, fenntartható fejlődésének kutatásait, előkészítve a városvezetői döntéseket. E célkitűzés jegyében kötött háromoldalú megállapodást Székesfehérvár MJV Önkormányzatával, a Budapesti Corvinus Egyetemmel, az Óbudai Egyetemmel. Ezen feladatai mellett a Prosperis Alba Kutatóközpont igyekszik megszólítani a Városban tanuló fiatalokat, velük együttműködve kialakítani az ifjúságpolitikai programját.
Ez az elhatározás hozta létre a „Szóval Győzni” kommunikációs bajnokságot, ami egyfajta fókuszcsoportot hozott létre, egy fiatal közösséget, amelyik tudja, és akarja is alakítani a jövőjét.
Ezen komplex feladat jegyében, kezdte el a Kutatóközpont feltérképezni Székesfehérvár meghatározó gazdasági szereplőinek igényét, felkészülve az Ipar 4.0-s "forradalomra", ami az információs technológia és az automatizálás egyre szorosabb együttműködését, illetve ezen keresztül a gyártási módszerek alapvető megváltozásának korát nevezzük, különös tekintettel ennek a Város társadalmára, különösen a munkaerőpiaci szegmensére gyakorolt hatását.

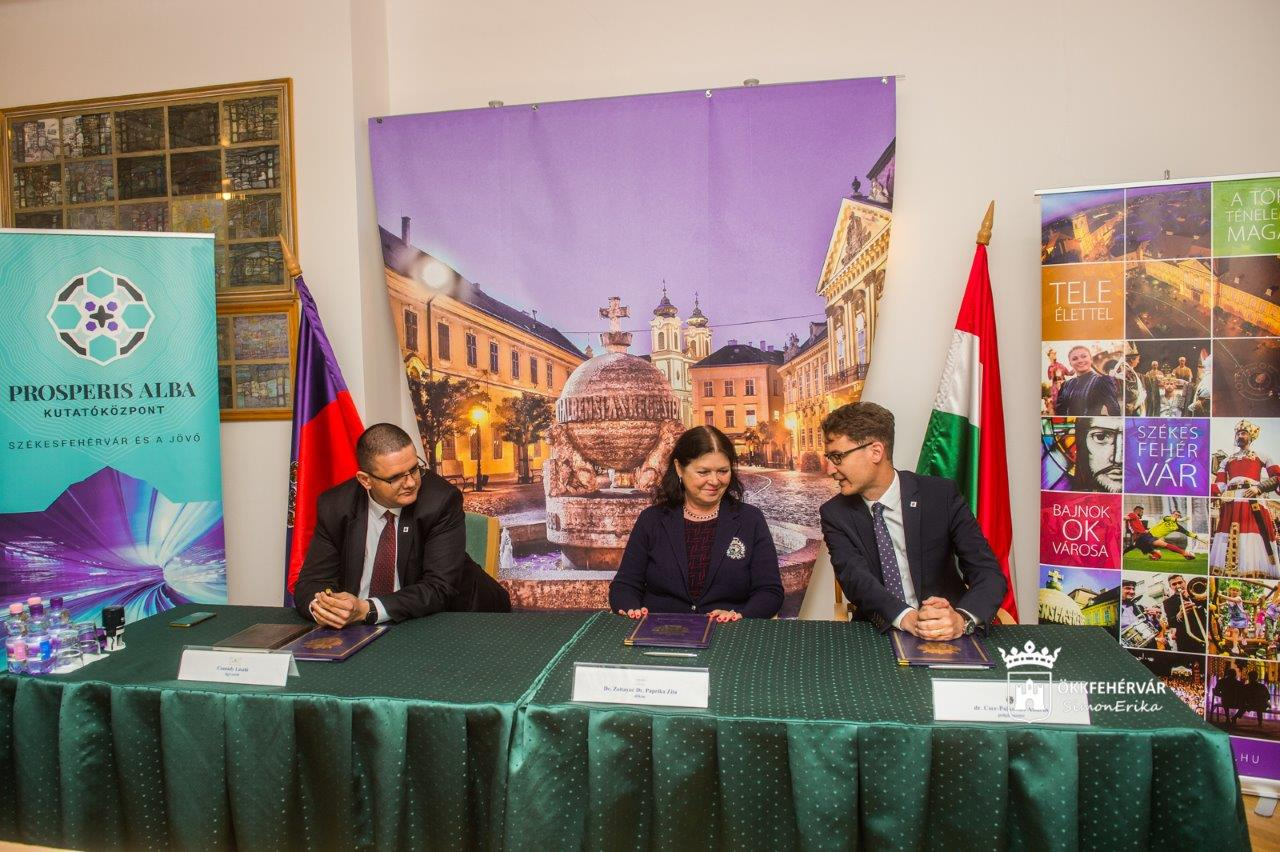
Együttműködési megállapodás Székesfehérvár jövőjéért

A Magyar Városkutató Intézettel együttműködve végzi az erre vonatkozó kutatásokat, a gazdaság meghatározó személyeivel interjú, valamint fókuszcsoportos beszélgetések formájában.
A Magyar Városkutató Intézettel együttműködve végzi az erre vonatkozó kutatásokat, a gazdaság meghatározó személyeivel interjú, valamint fókuszcsoportos beszélgetések formájában.
A társadalom kiemelkedő kérdése a demográfiai mutatók változása, ennek székesfehérvári vonatkozásra keresték szintén a Magyar Városkutató Intézettel közösen a választ.
Jelentős esemény a Cég életében a PROAStartUP workshop megszervezése középiskolásoknak az Óbudai Egyetem Alba Regia Műszaki Karral közösen.
Jelentős esemény a Cég életében a PROAStartUP workshop megszervezése középiskolásoknak az Óbudai Egyetem Alba Regia Műszaki Karral közösen.
A Covid-19 okozta pandémiás veszélyhelyzet megbénította a Cég mindennapi működését, de igyekezett kivenni a részét a város megelőző és helyreállítási munkájából, segítve a városvezetés döntéshozatali mechanizmusát, ezért rapid felmérést készített a Székesfehérvár életét befolyásoló, vírus okozta társadalmi és gazdasági hatásokról.

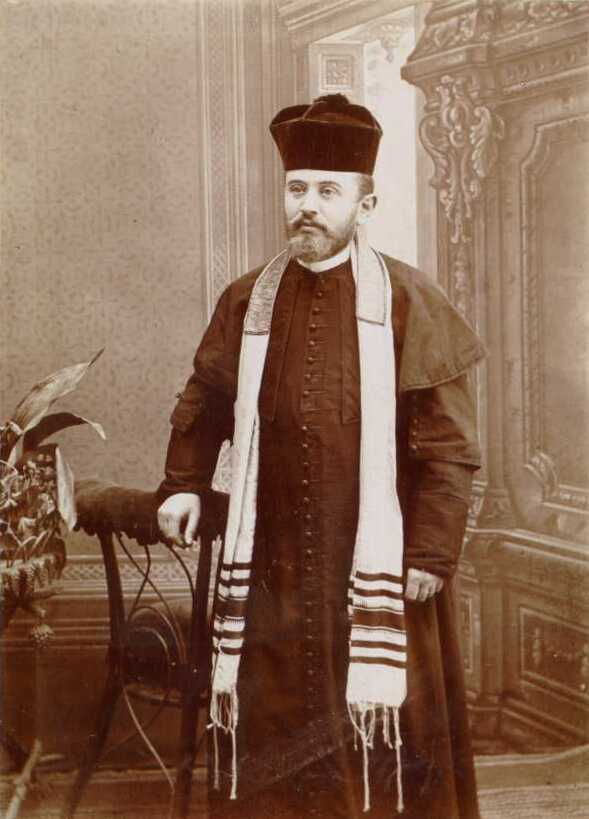
Dr. Steinherz Jakab (Nagypaka, 1856. november 24. – Székesfehérvár, 1921. március 14.) székesfehérvári neológ főrabbi

Jelentős előrelépés Székesfehérvár zsidó hitéletében, hogy hosszú évtizedek után, Dr. Cser-Palkovics András polgármester javaslatára, Székesfehérvár Közgyűlése megtárgyalta és elfogadta, hogy finanszírozza a hitéleti tevékenységét a Hitközségnek, elősegítve, hogy ismét rabbi teljesíthessen szolgálatot Városunkban.
Székesfehérvár a magyar kongresszusi, haladó mozgalom (a későbbi neológia) meghatározó bástyája volt. Külön érdekesség, hogy Frojimovics Kinga Steinherz rabbi művére hivatkozva Székesfehérvárt tekinti a Nagymihályi rabbigyűlés előfutárának. Hatam Szófér tanítványa ugyanis, Fischer Gottlieb idézte elő az első, hivatalos magyarországi szakadást Székesfehérvárott181, amikor is a hagyományhű közösség kivált a hitközségből. Hamarosan saját zsinagógát is építettek, a Hal utcában, míg a reformok a Rákóczi utcában kezdtek építkezésbe. Érdekes adat, hogy már mind a két zsinagóga állt és működött, amikor a hivatalos szakadás bekövetkezett. Fischer Gottlieb kiválása szimbolikus jelentőségű ugyan, de nagy valószínűséggel fölbátorította az ultraortodoxiához közelebb álló csoportokat, hogy lépéseket tegyenek, aminek első komolyabb állomása, a Lichtenstein Hillél által összehívott rabbigyűlés, 1865. novemberére, Zemplén megye Nagymihály nevű településére. Eredeti céljuk, hogy meghatározzák saját státuszukat a reformirányzathoz képest, valamint érdekes módon a centrista ortodoxokhoz képest is.
Jelenleg, doktori tanulmányai során az zsidó - keresztény interakciókkal foglalkozik, a téma nem új számára, ebből írta szakdolgozatát a Sapientia Szerzetesi Hittudományi Főiskolán, különös tekintettel a II. Vatikáni Zsinat jelentőségével, előzményeivel; Seelisbergi 10 pont jelentőségével, és azokkal a tudósokkal, akik a Seelisbergi konferencia hatására akarva - akaratlanul előkészítették a Zsinat Nostra Ætate szövegét, többek között mint Jules Isaac, Augustin Bea bíboros, valamint a Zsinatot összehívó XIII. János pápa, vagy az azt lezáró XII. Pius pápa. Fontos megemlíteni, hogy a Nostra Ætate születésének évfordulóira jelentős dokumentumokat adtak ki, nem csak keresztény teológusok, amelyek irányt szabtak a zsidó-keresztény testvéri párbeszédnek, mint például a Between Rome and Jeruselem, vagy a Dabru Emet kezdetű.
Sok lehetőség rejlik ezen kutatásokban, meghatározhatják a két vallás békés együttélésének fundamentumait, alkalmazkodva korunk kihívásaihot.
Tagságai: Magyar Hebraisztikai Társaság Archiválva 2023. január 30-i dátummal a Wayback Machine-ben, Magyar Vallástudományi Társaság, Ókortudományi Társaság, Magyar Patrisztikai Társaság, Hagiography Society Magyar Filozófiai Társaság, Magyar Történeti Társulat